# Longueil-Sainte-Marie

Longueil-Sainte-Marie este o comună în departamentul Oise, Franța. În 1 ianuarie 2022 avea o populație de 1.952 de locuitori.